# Elvira Madigan
Elvira Madigan is een Zweedse dramafilm uit 1967 onder regie van Bo Widerberg. De film is gebaseerd op het leven van de Deense koorddanseres Hedvig Jensen.

## Verhaal
De Zweedse luitenant Sixten Sparre is verliefd op de Deense koorddanseres Hedvig Jensen, die bekendstaat onder de artiestennaam Elvira Madigan. Uit liefde voor haar deserteert hij. Het koppel vlucht samen de bossen in. Na een zomerromance kiezen ze er uit honger en geldgebrek voor om samen zelfmoord te plegen.

## Rolverdeling
| Acteur          | Personage     |
| --------------- | ------------- |
| Pia Degermark   | Hedvig Jensen |
| Thommy Berggren | Sixten Sparre |
| Lennart Malmer  | Kristoffer    |
| Cleo Jensen     | Cleo          |

## Soundtrack
Als 'leading soundtrack' hoort men in de film het tweede deel (andante) uit het Pianoconcert nr. 21 van Mozart, waarvoor een tijdlang de populaire benaming Elvira Madigan-concert werd gehanteerd.